# Ulmaris prototypus
Ulmaris prototypus är en manetart som beskrevs av Ernst Haeckel 1880. Ulmaris prototypus ingår i släktet Ulmaris och familjen Ulmaridae. Inga underarter finns listade i Catalogue of Life.